# Rhaebo
Rhaebo (лат.) — род бесхвостых земноводных из семейства жаб. Родовое название происходит от др.-греч. ῥαιβος — «кривой, однобокий». Населяют территории от восточного Гондураса до северной и западной Колумбии, северо-западного Эквадора и северо-западной Венесуэлы, амазонские низменности в Венесуэле, Колумбии, Эквадоре, Перу, Боливии и Бразилии.

## Классификация
На февраль 2023 года в род включают 14 видов:
- Rhaebo andinophrynoides Mueses-Cisneros, 2009
- Rhaebo atelopoides (Lynch & Ruiz-Carranza, 1981) — Арлекиновая жаба
- Rhaebo blombergi (Myers & Funkhouser, 1951) — Жаба Бломберга
- Rhaebo caeruleostictus (Gunther, 1859) — Синепятнистая жаба, или эквадорская жаба
- Rhaebo ceratophrys (Boulenger, 1882) — Рогатая жаба
- Rhaebo colomai (Hoogmoed, 1985)
- Rhaebo ecuadorensis Mueses-Cisneros, Cisneros-Heredia & McDiarmid, 2012
- Rhaebo glaberrimus (Gunther, 1869) — Гладкая жаба
- Rhaebo guttatus (Schneider, 1799) — Бурая жаба, или жаба Андерссона
- Rhaebo haematiticus (Cope, 1862) — Стройная жаба, или синеглазчатая жаба, или чернобрюхая жаба
- Rhaebo hypomelas (Boulenger, 1913)
- Rhaebo lynchi Mueses-Cisneros, 2007
- Rhaebo nasicus (Werner, 1903) — Белогубая жаба
- Rhaebo olallai (Hoogmoed, 1985)